# Kim Myung-min
Kim Myung-min (en hangul, 김명민; 8 de octubre de 1972) es un actor surcoreano, más conocido por haber sido el protagonista del drama histórico Immortal Admiral Yi Sun Shin trasmitido por KBS, con el cual ganó como mejor actor.
Desde entonces, su reputación como actor polifacético y dedicado ha crecido. Interpretando al cirujano Jang Joon Hyuk en el drama White Tower en 2007, se ganó el apodo de "Myung Min Bon Joa" que significa el verdadero gurú de la actuación en coreano.

## Carrera

### Primeros años
Kim Myung Min debutó como actor cuando ganó el sexto concurso  público de actuación organizado por la cadena SBS en 1996. Alrededor de los próximos cinco años, él apareció en varios roles pequeños en diferentes series de televisión. Fue en la película Sorum, estrenada el año 2001, donde logró hacerse un nombre como actor. Durante ese tiempo, trabajó en varios proyectos de cine, muchos de los cuales se cancelaban por problemas financieros, además, sufría de diferentes lesiones cuando filmaba escenas de acción.

### 2004: Punto de Inflexión en su carrera
Cuando participó en el drama familiar More Beutiful than a Flower en 2004, él esperó tener éxito en su carrera actoral pero todos sus contratos no se concretaron, intentó muchas cosas para reiniciar su carrera, sin embargo, fracasó. Finalmente, decidió emigrar hacia Nueva Zelanda para estudiar negocios. En el último minuto, se le ofreció el papel protagónico en el drama Immortal Admiral Yi Sun Shin, una serie de televisión de 104 episodios que fue emitida durante los años 2004 y 2005, que cuenta la historia sobre el amado héroe coreano de la guerra Imjin, el almirante Lee Soon Shin, papel que lo llevó a la fama.

### 2006-presente
Él ha realizado varios papeles principales en series y películas desde que filmó Immortal Lee Soon Shin. Un cómico exgánster en Bad Family, un detective en Open  City, actuó de cirujano en dos producciones: como Jang Joon  Hyuk en White Tower y como Ryu Jae Woo en Wide Awake. A través de su aclamada actuación en White Tower se ganó el apodo de "Myung Min Bon Joa que significa: El verdadero gurú de la actuación. A diferencia de muchos actores y actrices que dan buenas impresiones a través de ciertos roles y se encasillan en ellos, Kim ha tenido éxito creando nuevos personajes e impresiona realizando diferentes papeles. Él ha tomado papeles que normalmente requieren un conocimiento profundo de la profesión que realiza el personaje como militares, médicos, director de orquesta. Su actuación como un maestro musical en la serie Beethoven Virus causó sensación en Corea del Sur, denominándolo como "Kang Ma Eh Syndrome", lo que le valió críticas positivas de expertos y espectadores.
A finales de 2008, se anunció que su próximo proyecto sería una película sobre un personaje que vive con Lou Gehrig's Disease (Esclerosis Lateral Amiotrófica) y se titularía My Love by My Side (Closer to Heaven). Para interpretar con realismo el personaje, Kim perdió más de 20 kilos durante el transcurso de la filmación. Él fue ampliamente elogiado por este papel y logró ganar el premio a Mejor Actor en los 46° Grand Bell Awards y en los 30° Blue Dragon Film Awards. La película se estrenó en Corea del Sur el 24 de septiembre de 2009, donde se mantuvo en la cima de las listas por tres semanas consecutivas, recibiendo más de dos millones de espectadores.
Closer to Heaven fue seguido por otra película Man of Vendetta, donde Kim interpretó el rol de padre por primera vez. El personaje Joo Young Soo es un ex pastor quien sigue la pista del secuestrador de su hija de 5 años de edad, luego de que ella había desaparecido. La producción se inició en enero de 2010 y se estrenó el 1 de julio de 2010. La película se calificó para mayores de edad y logró ser un éxito de taquilla.
En enero de 2011, Kim apareció como Joseon Sherlock Holmes en la película histórica Detective K: Secret of Virtuous Widow. La película se lanzó en el año nuevo lunar y llegó a la cima de las listas a las pocas semanas. Detective K fue seguida por una película deportiva llamada Pacemaker, donde interpretó el rol de Man Ho, un maratonista. La película empezó a rodarse en agosto de 2011 y se estrenó a finales de ese año.
En el verano de 2012, Kim interpretó un agente farmacéutico en la película Deranged. La película transcurría alrededor de la lucha de Jae Hyuk por salvar a su familia del estallido de gusanos mutados que causan estragos en Corea del Sur. El día de su estreno, la película se ubicó en el primer lugar sobre la película de Hollywood El Sorprendente Hombre Araña que se ubicó segunda. El gran éxito de la película dirigida por Park Jung Woo la convirtió en la producción que más rápido llegó a los dos millones de espectadores, a 8 días de su estreno, y encabezó la taquilla durante tres semanas consecutivas. La película se proyectó en cines seleccionados de Estados Unidos y también fue invitada a prestigiosos festivales de cine.
A inicios de febrero de 2012, Kim firmó un contrato para protagonizar la película The Spy, su segunda colaboración con el director Woo Min Ho, con quien había trabajado en Man of Vendetta. La película narra sobre el agente Kim y sus tres camaradas norcoreanos, quienes trabajan de incógnito en su país. La película se estrenó el 20 de septiembre de ese año.
Kim regresó a la pantalla chica luego de cuatro años con el drama The King of Dramas.
En abril de 2021 se unió al elenco principal de la serie Law School donde da vida a Yang Jong-hoon, un duro profesor de derecho penal que solía ser un fiscal de élite.

## Filmografía

### Películas
| Año  | Título                                    | Rol                   |
| ---- | ----------------------------------------- | --------------------- |
| 2001 | Sorum                                     | Yong Hyun             |
| 2003 | Into the Mirror                           | Ha Hyun Su            |
| 2007 | Wide Awake                                | Ryu Jae Woo           |
| 2008 | Open City                                 | Jo Dae Yeong          |
| 2009 | Closer to Heaven                          | Baek Jong Woo         |
| 2010 | Man of Vendetta                           | Joo Young Soo         |
| 2011 | Detective K: Secret of the Virtuous Widow | Detective K           |
| 2011 | Pacemaker                                 | Joo Man Ho            |
| 2012 | Deranged                                  | Jae Hyuk              |
| 2012 | The Spy                                   | Jefe de Sección Kim   |
| 2015 | Detective K: Secret of the Lost Island    | Detective K           |
| 2016 | The Great Actor                           | (cameo)               |
| 2016 | Pandora                                   | Presidente surcoreano |
| 2016 | Proof of Innocence                        | Choi Pil Jae          |
| 2017 | VIP                                       | Chae Yi-do            |
| 2017 | A Day                                     | Kim Joon-young        |
| 2018 | Detective K: Secret of the Living Dead    | Detective Kim Min     |
| 2018 | Monstrum                                  | Yoon-gyeom            |
| 2019 | The Battle of Jangsari                    | Lee Myung-joon        |

### Series de televisión
| Año     | Título                         | Rol                | Cadena | Ref.              |
| ------- | ------------------------------ | ------------------ | ------ | ----------------- |
| 1999    | KAIST                          | Cameo              | SBS    |                   |
| 2000    | Some Like it Hot               | Choi Jin Sang      | MBC    |                   |
| 2000    | Look Back in Arger             | Kim Suk Gyu        | KBS2   |                   |
| 2001    | A Father and a Son             | Jae Doo            | SBS    |                   |
| 2004    | More Beautiful Than Flower     | In Cheol Jang      | KBS2   |                   |
| 2004    | Immortal Admiral Lee Soon Shin | Yi Sun Sin         | KBS1   |                   |
| 2006    | Bad Family                     | Oh Dal Geon        | SBS    |                   |
| 2007    | White Tower                    | Jang Joon Hyuk     | MBC    |                   |
| 2008    | Beethoven Virus                | Kang Gun Woo       | MBC    |                   |
| 2012    | The King of Dramas             | Anthony Kim        | SBS    |                   |
| 2014    | A New Leaf                     | Kim Seok Joo       | MBC    |                   |
| 2015-16 | Six Flying Dragons             | Sambom Jung Do Jun | SBS    |                   |
| 2018    | The Miracle We Met             | Song Hyun-chul     | KBS2   |                   |
| 2021    | Law School                     | Yang Jong-hoon     | JTBC   |                   |
| 2024    | Your Honor                     | Kim Kang-heon      | ENA    | [ 3 ] [ 4 ] [ 5 ] |

### Apariciones en videos musicales
| Año  | Canción     | Artista       |
| ---- | ----------- | ------------- |
| 2001 | "Landscape" | Lee Jung Bong |
| 1999 | "Blue"      | Lee Kyung Sub |

### Maestro de Ceremonias
- 2006-2007: Doctors de MBC
- 2007: 8° Jeonju International Film Festival

### Revistas / sesiones fotográficas
| Año  | Título                | Notas                                                               |
| ---- | --------------------- | ------------------------------------------------------------------- |
| 2017 | Magazine M and Cine21 | junto a Jang Dong-gun, Park Hee-soon y Lee Jong-suk - (volumen 227) |

## Anuncios
| Año  | Marca |
| ---- | --- |
| 2010 | - LIG Insurance "Magic Car", "LIG You" - Cheonjiyang Ginseng Steamed Red "Guitar" - SKtelink "00700" (Servicios de Llamadas Internacionales) "Prince", "Department Store Sale" - Oral-B "OQ campaign" (OQ=Oral care Quotient) y Cross Action Toothbrush             |
| 2009 | - LIG Construction "Liga" - LIG Insurance "I'm A Woman", "I'm A Kid" - Cheonjiyang Ginseng Steamed Red "Hypnotist" - SKtelink "00700" (Servicios de Llamadas Internacionales) - Oral-B "OQ campaign" (OQ=Oral care Quotient) y Cross Action Toothbrush              |
| 2008 | - Lancôme - LIG Insurance (Conmemoración por los 50 aniversario de la fundación "Hope Symphony") - Orion, "Dr. You" - LIG Insurance (Eps. Husband, Wife, Kid) - ShinChang Construction "Viva Family" (Eps.: Swimming Pool, Ice-Rink)                                |
| 2007 | - National Election Commission, "Clean Election" y "Policy Election" - Oral-B, "Triumph" - Servicio Nacional de Pensiones - Kia Motors, "Lotze" - Hankuk Yakult, "Kuppers" - ShinChang Construction, "Viva Family" - LIG Insurance (Eps.: Zoo, Happiness Every day) |
| 2006 | - Servicio Nacional de Pensiones - LIG Insurance |
| 2005 | - NamYang Construction, "NamYang HuTon" - Asesoramiento de Crédito y Servicio de Recuperación - LG Insurance (Eps.: Family, L-Flower) |
| 2004 | - LG Insurance |
| 1999 | - LG Electronics, "CU" - Doosan, "Chung-ha" - KEPCO |
| 1998 | - SK Pharma Co., "Trast" |

## Premios
| Año  | Marca |
| ---- | --- |
| 2018 | - KBS Drama Awards: Daesang (Grand Prize) por The Miracle We Met - KBS Drama Awards: Best Couple por The Miracle We Met junto a Ra Mi-ran - KBS Drama Awards: Netizen Award por The Miracle We Met |
| 2009 | - 30.º Blue Dragon Film Awards: Mejor Actor por Closer to Heaven - 46.º Grand Bell Awards: Mejor Actor por Closer to Heaven - 46.º Grand Bell Awards: Premio escogido por Internautas (Closer to Heaven) - 36.º Korea Broadcasting Association Awards: Mejor Actor por Beethoven Virus - 21.º Producers Awards of Korea: Mejor Actuación por Beethoven Virus - 45.º Baeksang Arts Awards: Mejor Actor de TV por Beethoven Virus |
| 2008 | - MBC Drama Awards: Gran Premio por Beethoven Virus - 9.º Broadcaster Awards: Mejor Actuación por Beethoven Virus - 2.º Korea Drama Awards: Gran Premio por Beethoven Virus - 20.º Producers Awards of Korea: Mejor Actuación por White Tower |
| 2007 | - MBC Drama Awards: Premio a la Excelencia: Actor por White Tower - 43.º Baeksang Arts Awards: Mejor Actor de TV por White Tower - 20.º Grimae Awards: Mejor Actor por White Tower |
| 2006 | - 33.º Korea Broadcasting Awards: Mejor Talento por Immortal Admiral Yi Sun Shin - 18.º Producers Awards of Korea: Mejor Actuación por Immortal Admiral Yi Sun Shin - SBS Drama Awards: PD Award por Bad Family - SBS Drama Awards: Fighting Adversity Award (Personajes y Escenas embarazosas) por Bad Family |
| 2005 | - 18.º Grimae Awards: Mejor Actor por Immortal Admiral Yi Sun Shin - KBS Drama Awards: Gran Premio por Immortal Admiral Yi Sun Shin - 6.º Korea Visual Arts Festival: Actor Fotogénico por Immortal Admiral Yi Sun Shin |
| 2004 | - 4.º KBS Right Language Awards: Immortal Admiral Yi Sun Shin |
| 2001 | - 2.º Busan Film Critics Awards: Mejor Nuevo Actor por Sorum - 4.º Director's Cut Awards: Mejor Nuevo Actor por Sorum |
| 2000 | - MBC Drama Awards: Mejor Nuevo Actor por Some Like It Hot |